# Teófilo Juan Cubillas Arizaga
Teófilo Juan Cubillas Arizaga (Lima, 8 de març, 1949) és un exfutbolista peruà, considerat un dels millors futbolistes peruans de la història.
Començà la seva carrera futbolística a l'Alianza Lima, però de ben jove provà l'aventura europea als clubs FC Basel i FC Porto. Retornà a l'Alianza el 1977, i el 1979 provà l'aventura americana al Fort Lauderdale Strikers de la North American Soccer League, on romangué 5 temporades i marcà 65 gols. Posteriorment jugà a la segona divisió nord-americana, la United Soccer League (USL). Internacional amb la selecció peruana en vuitanta-una ocasion, participà en tres Copes del Món (Mèxic 1970, Argentina 1978 i Espanya 1982). El 1975 va proclamar-se campió de la Copa Amèrica
Entre les nombroses distincions individuals que ha rebut cal esmentar que fou escollit per Pelé com un dels 125 futbolistes vius més grans el 2004 i fou votat futbolista americà de l'any el 1972, i el 1999 fou votat el 17è millor futbolista del segle xx per la IFFHS.

## Palmarès
Clubs
- 2 Lligues peruanes de futbol: 1976-77, 1977-78
- 1 Lliga suïssa de futbol: 1972-73
- 1 Copa de Portugal de futbol: 1976-77

Selecció peruana
- 1 Copa Amèrica de futbol: 1975